# Pia Findeiß

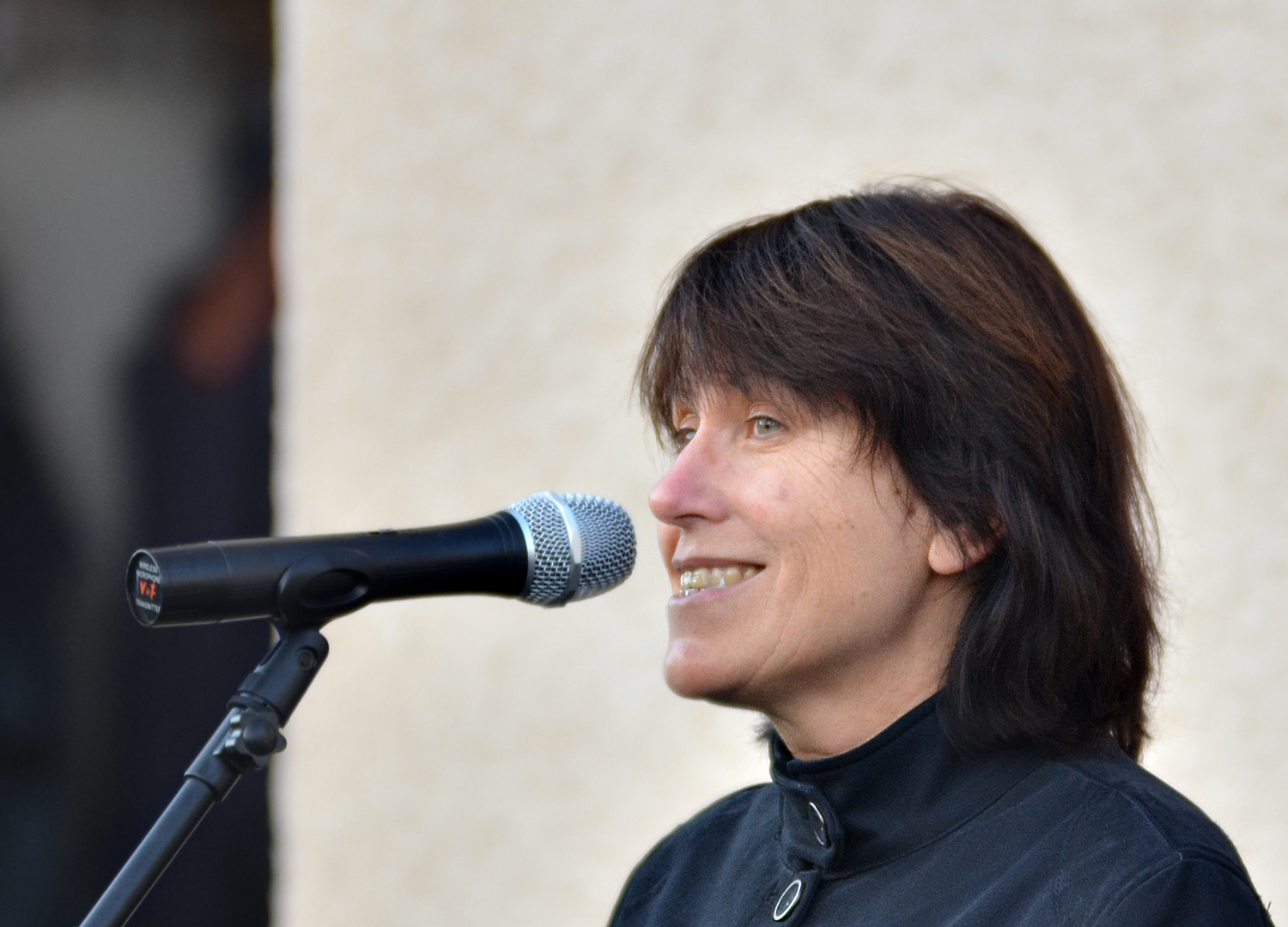
Pia Findeiß, 2015

Pia Findeiß (* 28. Februar 1956 in Zwickau) ist eine deutsche Politikerin (SPD) und war vom 1. August 2008 bis 31. Oktober 2020 Oberbürgermeisterin von Zwickau.

## Leben
Findeiß studierte in Leipzig und schloss dort ihr Studium an der DHfK als Diplom-Sportlehrerin ab. Nach dem Studium war sie als Trainerin im Nachwuchsbereich tätig. 1987 promovierte sie zum Dr. paed. Von 1981 bis 1994 arbeitete sie als wissenschaftliche Mitarbeiterin im Bereich Sportwissenschaften an der Pädagogischen Hochschule Zwickau. Von 1994 bis 1997 bildete sie sich im Sozialmanagement weiter. Sie war Mitglied der Gründungskommission der Philosophischen Fakultät der TU Chemnitz/Zwickau und gehörte dem Hauptpersonalrat des Sächsischen Staatsministeriums für Wissenschaft und Kunst (SMWK) an. Außerdem leitete sie von 1994 bis 2001 als Bürgermeisterin das Dezernat Gesundheit, Soziales und Jugend und übernahm nach dem Ausscheiden von Jürgen Croy das Zwickauer Dezernat für Soziales und Kultur. Bei der Oberbürgermeisterwahl 2001 unterlag sie dem CDU-Kandidaten Dietmar Vettermann. Weil nach der Wahl CDU und SPD miteinander koalierten, blieb sie Dezernentin und wurde zugleich erste Stellvertreterin des Oberbürgermeisters.
Zur Oberbürgermeisterwahl 2008 schlug sie der scheidende Oberbürgermeister Dietmar Vettermann (ehemals CDU) für dieses Amt vor, was für viel Zündstoff zwischen den Parteien sorgte. In der Stichwahl vom 22. Juni 2008 konnte sie sich mit 59,7 % der Stimmen gegen ihre Mitbewerber Frank Seidel (CDU) und Thomas Gerisch (Freie Wähler) durchsetzen. Seit dem 1. August 2008 war sie die Oberbürgermeisterin der Stadt Zwickau. Pia Findeiß legte ihr Amt als Oberbürgermeisterin mit Wirkung zum 31. Oktober 2020 nieder und ging in den Ruhestand. Ihre Nachfolgerin ist Constance Arndt (BfZ).

## Auszeichnungen
Pia Findeiß erhielt 2019 den Preis „to B remembered“ des Internationalen Auschwitz Komitees.